# Juan Francisco Pulido
Juan Francisco Pulido (Cienfuegos, 14 de noviembre de 1978 - Saint Paul, 27 de febrero de 2001) fue un poeta y narrador cubano.
Obtuvo el premio de narrativa Vitral 1999 por su libro Mario in The Heaven's Gate y otros cuentos suicidas. En el año 2000 fue premiado en el Concurso de Poesía y Narrativa del Instituto de Cultura Peruana por su cuento Días de huelga. En ese mismo año, gana una beca para estudiar literatura en la Universidad St. Thomas, en la ciudad de Saint Paul (estado de Minnesota).
Tras su suicidio, se publicaron un par de libros post mortem.

## Historia
Era hijo de Carlos Manuel Pulido Collazo, director de la empresa católica Cáritas en la ciudad de Cienfuegos, y diácono permanente, y de Eliza Margarita Martínez Quiñones, maestra jubilada, responsable de loso laicos de la diócesis. Como hijo de padres católicos, en momentos en que la Revolución cubana discriminaba con la marginación social a quienes manifestaban públicamente su fe en la Iglesia católica.
Juan Pulido colaboró con sus artículos para las revistas Fides (publicación cultural católica de la diócesis de Cienfuegos) y Renacer (revista católica). Fue líder de un grupo de jóvenes católicos que abogaban por los Derechos Humanos. Fue detenido el 10 de septiembre de 1996 y conducido a las oficinas municipales de la seguridad del estado donde es interrogado. En 1997 se incorpora a la Facultad de Letras de la Universidad de Cienfuegos. En noviembre de ese año se niega a participar en las elecciones nacionales, donde se ratificaba, como única opción electoral, al partido comunista por lo que el 18 de mayo de 1998 es separado de la educación superior cubana bajo la resolución Ministerial 8998. 
Llega a los Estados Unidos en 1999 como refugiado político. 
En el año 2000, la organización anticastrista Hermanos al Rescate le otorga un premio por su valor dentro de Cuba como «defensor de los Derechos Humanos».
El 27 de febrero de 2001, tiempo de después de enviar una carta a la escritora cubana Belkis Cuza Malé (exiliada residente en Miami), Juan Pulido se suicidó en la ciudad de Saint Paul (Minnesota).
Póstumamente se publicó en Miami (Florida) la antología personal Es triste ser gato y ser tuerto (Editorial Silueta, 2012).